# Prinzip der virtuellen Leistung
Das Prinzip der virtuellen Leistung, auch jourdainsches Prinzip nach Philip Jourdain, wird in der klassischen Mechanik zum Aufstellen der Bewegungsgleichungen von mechanischen Systemen mit Zwangsbedingungen benutzt. Im Gegensatz zum Prinzip der virtuellen Arbeit ist es auch anwendbar, wenn die Geschwindigkeiten in die Zwangsbedingungen eingehen.

## Formale Darstellung
Das Prinzip wird hier der Einfachheit halber nur für ein System aus {\displaystyle n} Punktmassen vorgestellt. Vorausgesetzt wird, dass die Orte {\displaystyle {\vec {x}}_{1},\ldots ,{\vec {x}}_{n}} und Geschwindigkeiten {\displaystyle {\vec {v}}_{1}={\dot {{\vec {x}}_{1}}},\ldots ,{\vec {v}}_{n}={\dot {{\vec {x}}_{n}}}}, die im Folgenden in Matrizen {\displaystyle \mathbf {x} } und {\displaystyle \mathbf {v} } zusammengefasst werden, einer Zwangsbedingung:
{\displaystyle f(t,\mathbf {x} ,\mathbf {v} )=0}
genügen.
Das mechanische System bewegt sich dann gerade so, dass für alle mit den Zwangsbedingungen verträglichen virtuellen Geschwindigkeiten {\displaystyle \delta {\vec {v}}} die virtuelle Leistungsbilanz
{\displaystyle \delta P:=\sum _{k=1}^{n}(m_{k}{\dot {\vec {v}}}_{k}-{\vec {F}}_{\mathrm {e} k}(\mathbf {x} ,\mathbf {v} ))\cdot \delta {\vec {v}}_{k}=0}
erfüllt ist, wobei {\displaystyle {\vec {F}}_{\mathrm {e} k}} für die auf die {\displaystyle k}-te Punktmasse wirkende eingeprägte Kraft (ohne Zwangskraft) steht.
Ist die Zwangsbedingung frei von verdeckten Zwangsbedingungen, so werden die mit ihr verträglichen virtuellen Geschwindigkeiten {\displaystyle \delta \mathbf {v} } durch folgende Gleichung beschrieben:
{\displaystyle \partial _{\mathbf {v} }f(t,\mathbf {x} ,\mathbf {v} )\cdot \delta \mathbf {v} =0}
Durch Reduktion des geometrischen Index des Algebro-Differentialgleichungssystems
{\displaystyle {\begin{matrix}f(t,\mathbf {x} ,\mathbf {v} )&=&0\\\mathbf {v} &=&{\dot {\mathbf {x} }}\end{matrix}}}
bis auf null kann man (im Normalfall) eventuell auftretende verdeckte Zwangsbedingungen eliminieren.

## Kontinuumsmechanik
Das Prinzip der virtuellen Leistung in der Balkentheorie, für vernachlässigbare Beschleunigungen, lautet:
{\displaystyle {\mathcal {P}}={\mathcal {P}}^{\mathrm {ext} }+{\mathcal {P}}^{\mathrm {int} }=\underbrace {\iiint _{V}\mathbf {f} \cdot {\hat {\mathbf {v} }}\,\mathrm {d} V+\iint _{S}\mathbf {T} \cdot {\hat {\mathbf {v} }}\,\mathrm {d} S} _{{\mathcal {P}}^{\mathrm {ext} }}\underbrace {-\iiint _{V}{\boldsymbol {\sigma }}:{\boldsymbol {\nabla ^{s}}}{\hat {\mathbf {v} }}\,\mathrm {d} V\,} _{{\mathcal {P}}^{\mathrm {int} }}=0\,.}
mit
- {\displaystyle {\mathcal {P}}} der virtuellen Leistung
  - der externen Kräfte ({\displaystyle {\mathcal {P}}^{\mathrm {ext} }=\iiint _{V}\mathbf {f} \cdot {\hat {\mathbf {v} }}\,\mathrm {d} V+\iint _{S}\mathbf {T} \cdot {\hat {\mathbf {v} }}\,\mathrm {d} S})
  - der internen Kräfte ({\displaystyle {\mathcal {P}}^{\mathrm {int} }=-\iiint _{V}{\boldsymbol {\sigma }}:{\boldsymbol {\nabla ^{s}}}{\hat {\mathbf {v} }}\,\mathrm {d} V})
- dem Volumenkraftdichtevektor {\displaystyle \mathbf {f} }
- dem virtuellen Geschwindigkeitsvektor {\displaystyle {\hat {\mathbf {v} }}}
- dem Volumen {\displaystyle V}
- der Oberfläche {\displaystyle S}
- dem Traktionsvektor {\displaystyle \mathbf {T} }
- dem Spannungstensor {\displaystyle {\boldsymbol {\sigma }}}
- dem virtuellen symmetrischen Geschwindigkeitsgradienten

### Balkentheorie
In der Balkentheorie vereinfacht sich das Prinzip zu:
{\displaystyle {\mathcal {P}}^{\mathrm {int} }=-\int _{x_{a}}^{x_{b}}\left(\mathbf {N} (x)\,{\hat {\mathbf {v} }}'_{a}(x)+\mathbf {M} (x)\,{\hat {\boldsymbol {\omega }}}'(x)\right)\mathrm {d} x}
mit
- der Stabachsenkoordinate {\displaystyle x}
- dem Spannungsresultantenvektor {\displaystyle \mathbf {N} }, definiert als {\displaystyle \mathbf {N} =\int \mathbf {e} _{x}\cdot {\boldsymbol {\sigma }}\,\mathrm {d} A}
- der virtuellen Geschwindigkeitsgradienten der Stabachse {\displaystyle {\hat {\mathbf {v} }}'_{a}(x)={\frac {\partial {\hat {\mathbf {v} }}_{a}(x)}{\partial x}}}
- dem Spannungsresultantenvektor {\displaystyle \mathbf {M} }, definiert als {\displaystyle \mathbf {N} =\int (0,y,z)\times {\boldsymbol {\sigma }}\,\mathrm {d} A}
- der virtuellen Spintensorgradienten {\displaystyle {\hat {\boldsymbol {\omega }}}'(x)={\frac {\partial {\hat {\boldsymbol {\omega }}}(x)}{\partial x}}}

sowie zu:
{\displaystyle {\mathcal {P}}^{\mathrm {ext} }=\left(\int _{x_{a}}^{x_{e}}\left(\mathbf {q} (x)\,{\hat {\mathbf {v} }}_{a}(x)+\mathbf {m} (x)\,{\hat {\boldsymbol {\omega }}}(x)\right)\,dx\right)+\left(\left[\mathbf {N} (x)\,{\hat {\mathbf {v} }}_{c}(x)+\mathbf {M} (x)\,{\hat {\boldsymbol {\omega }}}(x)\right]_{x_{a}}^{x_{e}}\right)}
mit
- der Stabachsenkoordinate {\displaystyle x}
- der Belastung je Längseinheit {\displaystyle \mathbf {q} (x)}, aus Gleichgewicht folgt {\displaystyle \mathbf {q} (x)=-\mathbf {N} '(x)=-{\frac {\partial \mathbf {N} (x)}{\partial x}}}
- der virtuellen Geschwindigkeit der Stabachse {\displaystyle {\hat {\mathbf {v} }}_{a}(x)}
- dem Moment je Längseinheit {\displaystyle \mathbf {m} (x)}, aus Gleichgewicht folgt {\displaystyle \mathbf {m} (x)=-\mathbf {M} '(x)=-{\frac {\partial \mathbf {N} (x)}{\partial x}}}
- der virtuellen Spintensor {\displaystyle {\hat {\boldsymbol {\omega }}}(x)}

Aus der partiellen Integration folgt die Aufspaltung in:
{\displaystyle \int _{x_{a}}^{x_{e}}{\hat {\mathbf {v} }}_{a}'(x)\cdot \mathbf {N} (x)\,\mathrm {d} x={\Big [}{\hat {\mathbf {v} }}_{a}(x)\cdot \mathbf {N} (x){\Big ]}_{x_{a}}^{x_{e}}-\int _{x_{a}}^{x_{e}}{\hat {\mathbf {v} }}_{a}(x)\cdot \mathbf {N} '(x)\,\mathrm {d} x}
sowie
{\displaystyle \int _{x_{a}}^{x_{e}}{\hat {\boldsymbol {\omega }}}'(x)\cdot \mathbf {M} (x)\,\mathrm {d} x={\Big [}{\hat {\boldsymbol {\omega }}}(x)\cdot \mathbf {M} (x){\Big ]}_{x_{a}}^{x_{e}}-\int _{x_{a}}^{x_{e}}{\hat {\boldsymbol {\omega }}}(x)\cdot \mathbf {M} '(x)\,\mathrm {d} x}

## Anwendungen
Verwendung findet das jourdainsche Prinzip zum Beispiel beim Aufstellen der Bewegungsgleichungen für Mehrkörpersysteme. Für die dort auftretenden Rotationsbewegungen lassen sich die virtuellen Winkelgeschwindigkeiten einfacher darstellen als die virtuellen Verdrehungen.
Das Prinzip der virtuellen Leistung, das hier nur für ein Punktmassensystem demonstriert wurde, wird in der Praxis auch auf mechanische Systeme mit verteilten Parametern angewandt.
Zum Beispiel benutzt man das Prinzip zur Teildiskretisierung der Bewegungsgleichungen von flexiblen Körpern. In diesem Fall schränkt man den Ansatzraum für die Lösungen dieser Gleichungen auf einen endlichdimensionalen Teilraum ein. Diese Einschränkung der Bewegungsmöglichkeiten des Systems interpretiert man dann als Zwangsbedingung. Als Ansatzräume werden zum Beispiel Polynomräume oder Räume einer endlichen Auswahl für das Problem besonders interessanter Eigenbewegungen des elastischen Körpers eingesetzt.